# 索尔格河畔利勒
索尔格河畔利勒（法語：L'Isle-sur-la-Sorgue，法語發音：[lil syʁ la sɔʁg]），法国东南部城市，普罗旺斯-阿尔卑斯-蓝色海岸大区沃克吕兹省的一个市镇，隶属于阿维尼翁区，其市镇面积为44.57平方公里，2022年1月1日时人口数量为20,315人，在法国城市中排名第481位。
索尔格河畔利勒位于沃克吕兹省中南部，索尔格河畔，是一个区域性的中心城市。

## 地名
“索尔格河畔利勒”一名在按传统奥克文写法拼写的普罗旺斯方言中写作“L'Illa de Sòrga”，其中“Illa”一名意为“岛屿”，可能与当地的水文条件有关；“Sòrga”则源于古奥克语，意为“独立的”。

## 历史
索尔格河畔利勒最初于公元13世纪左右形成聚落，彼时为阿维尼翁新城圣安德烈修道院的一处领地。宗教战争期间，天主教牧师塞萨尔·德比斯在索尔格河畔利勒创建基督空想教会。法国大革命后，索尔格河畔利勒成为罗讷河口省的一个市镇，后于1793年划至新成立的沃克吕兹省。第二次世界大战末期，索尔格河畔利勒在龙骑兵行动中遭到破坏。二战后，索尔格河畔利勒逐渐发展成为一座旅游城市。

## 地理

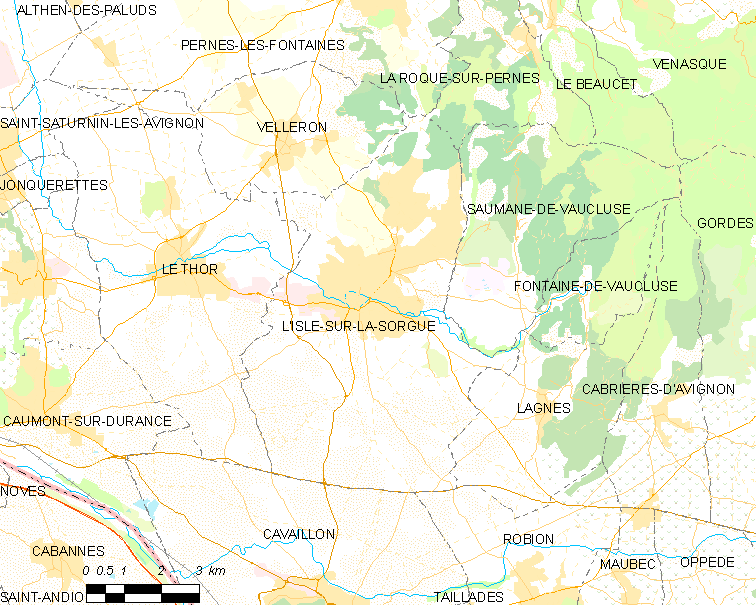
索尔格河畔利勒市镇范围地图

索尔格河畔利勒位于法国东南部，普罗旺斯-阿尔卑斯-蓝色海岸大区西部和沃克吕兹省南部，距离省会阿维尼翁大约21公里。与索尔格河畔利勒接壤的市镇包括：卡瓦永、拉涅、佩尔讷莱方丹、罗比永、拉罗克叙佩尔讷、索马讷德沃克吕兹、勒托尔、韦勒龙。

### 地形
索尔格河畔利勒位于吕贝龙山脉西北部，属于阿尔卑斯山的西南部延伸缓冲地带，境内以丘陵为主，市镇中心地势较为平坦，东部和北部略有起伏，全境海拔在52到246米之间。

### 水文
索尔格河自东向西流经境内，并呈辫状水系流经市区，“利勒”一名即由此而来。

### 植被
索尔格河畔利勒属于亚热带常绿硬叶林区，市区内的主要绿地公园包括戈蒂耶市政公园（Parc Municipal Gautier）、公共花园（Jardin Public）等，林地则多分布于河流两岸。
在鲜花城市的评比中，索尔格河畔利勒暂未被评级。

### 气候
索尔格河畔利勒在柯本气候分类法中属于带有山地特征的地中海气候。

## 行政区划
索尔格河畔利勒是法国普罗旺斯-阿尔卑斯-蓝色海岸大区沃克吕兹省的一个市镇，编号为84054。索尔格河畔利勒隶属于阿维尼翁区和沃克吕兹省第二选区，管理索尔格河畔利勒县，同时也是索尔格地区-沃克吕兹山市镇公共社区的办公驻地。
法国国家统计与经济研究所（简称）在进行数据统计时，将索尔格河畔利勒及相邻的另外58个市镇设为阿维尼翁城市核心区，并将包括核心区在内的周边共97个市镇划为阿维尼翁城市区。自2020年起，索尔格河畔利勒和与之相邻的另外三个市镇组成索尔格河畔利勒城市辐射区。此外，还将索尔格河畔利勒市镇分为了六个“块区”（IRIS），以便于统计人口分布情况。

## 交通

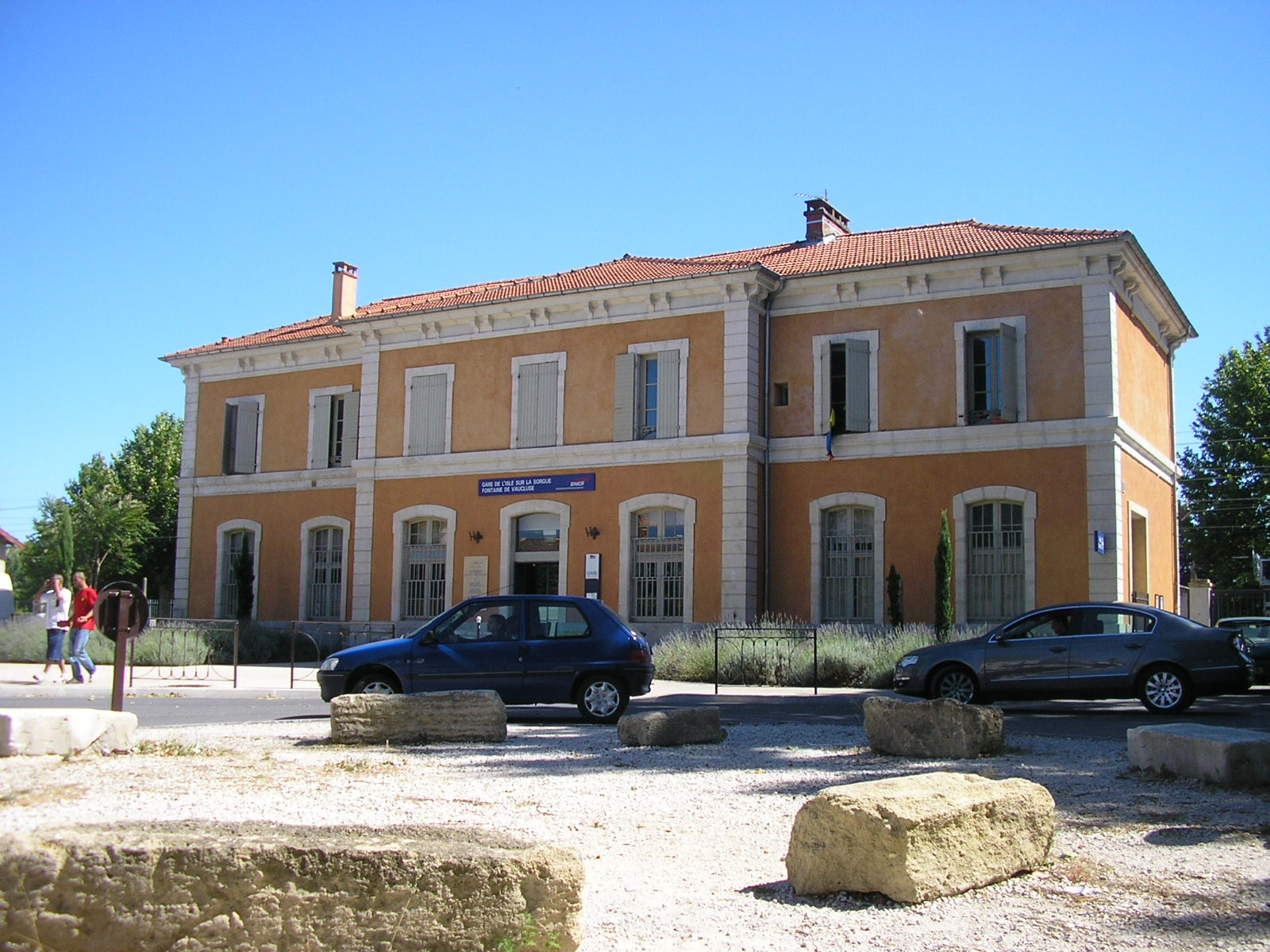
利勒-沃克吕兹省枫丹火车站

### 公路
多条沃克吕兹省省道在索尔格河畔利勒境内交汇，普罗旺斯-阿尔卑斯-蓝色海岸大区下属的城际客运提供巴士线路，可前往阿维尼翁、卡庞特拉、卡瓦永、阿普特等地。
2017年，73.1%的索尔格河畔利勒家庭拥有至少一辆私人汽车。2019年，索尔格河畔利勒境内共发生各类交通事故2起，造成5人受伤。

### 铁路
索尔格河畔利勒位于阿维尼翁－米拉马斯铁路上，该铁路是一条重要的地方铁路。利勒-沃克吕兹省枫丹站位于市区南部，停靠往返于阿维尼翁和米拉马斯一线的区域列车，部分车次延伸至马赛。

### 航空
距离索尔格河畔利勒最近的民用航空站为阿维尼翁机场，距离索尔格河畔利勒市中心的公路里程约17公里。

### 城市公共交通
截至2021年5月，索尔格河畔利勒暂无城市公共交通系统。

## 政治
索尔格河畔利勒的现任市长为皮埃尔·贡扎尔韦兹先生（Pierre Gonzalvez），他是共和党的一名成员，在2020年的市政选举中获得了53.41%的支持率。
在2017年的法国总统大选中，法国第25任总统埃马纽埃尔·马克龙在索尔格河畔利勒获得了55.29%的支持率。

## 人口
2018年，索尔格河畔利勒市镇人口数量为19,706，在法国排名第481位。其中男性9,138人，女性10,283人，75岁及以上人口占10.3%，外籍人口数量为4,092人，人口密度为442人/平方公里，当地居民被称为（男性）或（女性）。2019年，索尔格河畔利勒境内出生165人，死亡人口222人。
| 年份   | 1936  | 1946  | 1954  | 1962  | 1968  | 1975   | 1982   | 1990   | 1999   | 2006   | 2011   | 2016   | 2018   |
| ------ | ----- | ----- | ----- | ----- | ----- | ------ | ------ | ------ | ------ | ------ | ------ | ------ | ------ |
| 人口數 | 6,505 | 6,922 | 7,590 | 8,704 | 9,740 | 11,508 | 12,728 | 15,564 | 16,971 | 18,015 | 19,086 | 19,398 | 19,706 |

## 经济

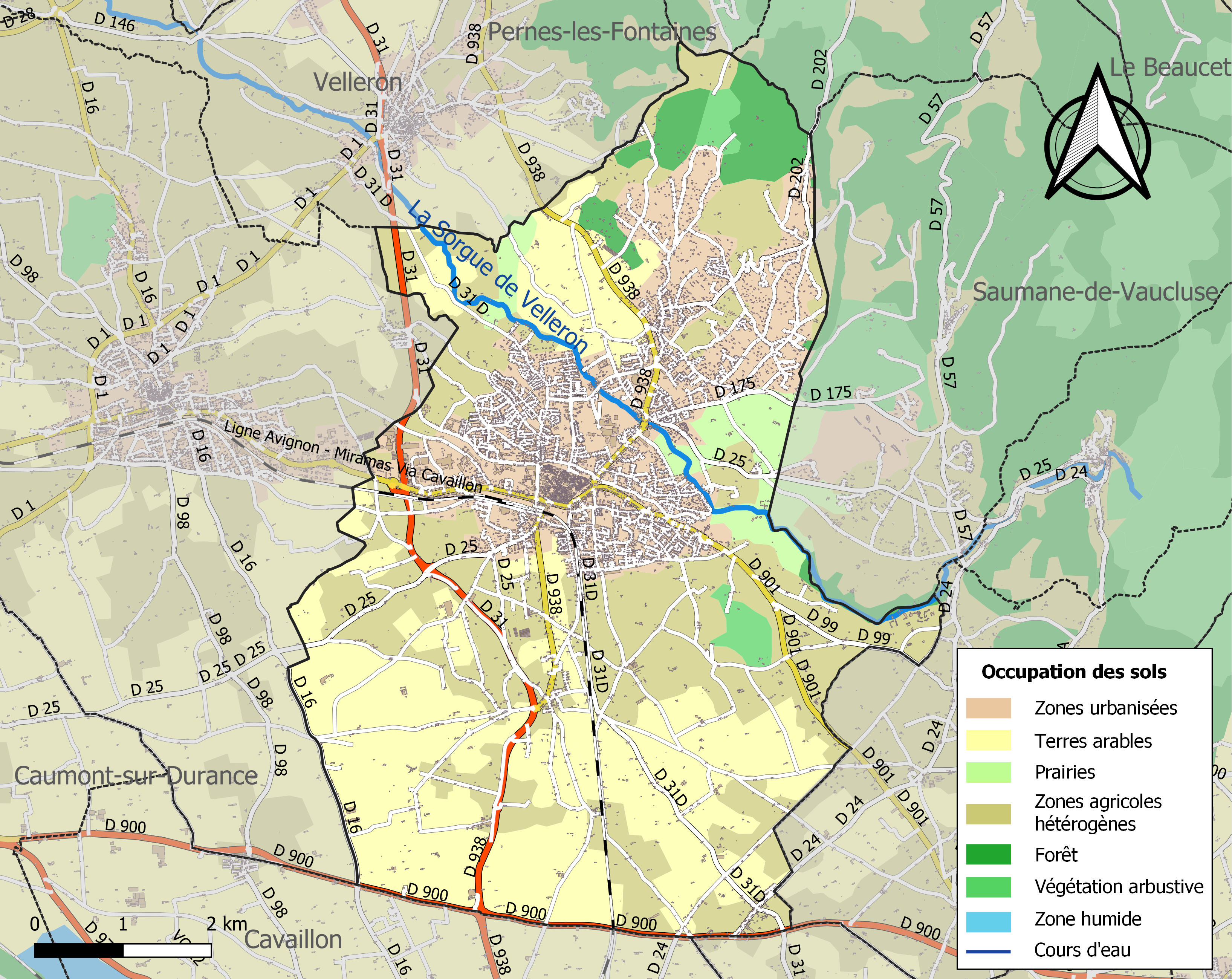
索尔格河畔利勒土地利用情况地图

索尔格河畔利勒是一个区域性的中心城市，当地共有各类用人单位4,108家，平均历史为15年，其中99.79%为中小型企业（PME）。（工业设备销售）、（化工生产）及（大型零售）是当地2019年营业额最高的三个企业，分别为80,701,420欧元、72,643,035欧元和37,145,137欧元。

## 财政收入
2019年，索尔格河畔利勒的财政收入总额为27,526,300欧元，财政支出总额为25,174,200欧元，当年的债务总额为42,449,900欧元。2020年，索尔格河畔利勒共获得1,880,130欧元的国家财政补助，比上一年减少了0.02%。
2017年，索尔格河畔利勒的人均月收入总额为2,187欧元，其中高级职员为3,944欧元，低于法国平均水平（4,214欧元）；中级职员为2,301欧元，低于法国平均水平（2,353欧元）；普通职员为1,621欧元，亦低于法国平均水平（1,690欧元）。
2017年，索尔格河畔利勒境内的青壮年（15至64岁）失业率为16.5%，当地51.8%的家庭拥有纳税资格，平均纳税3,212欧元，低于法国平均水平（3,888欧元）。

## 社会事务

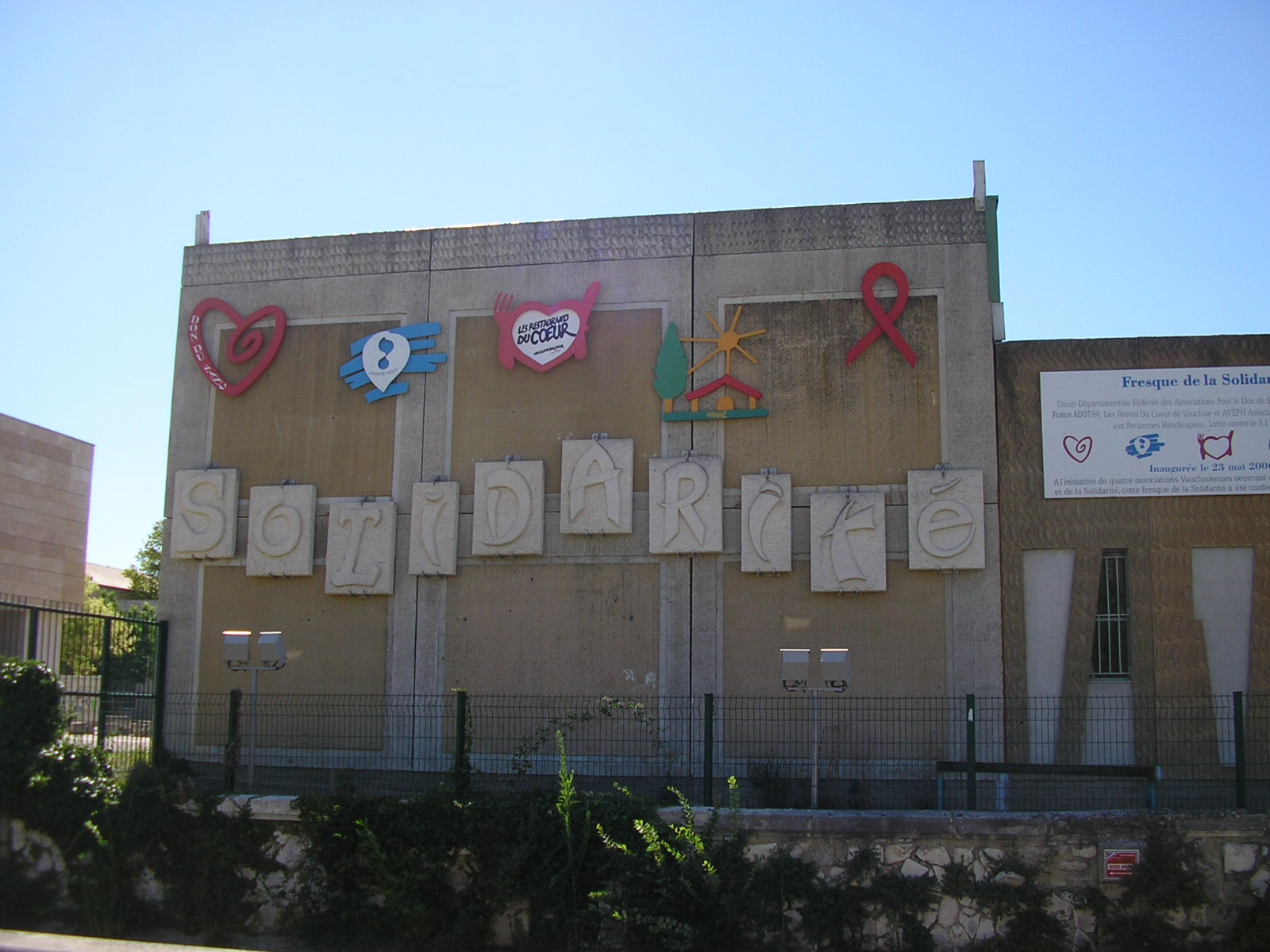
索尔格河畔利勒境内的一处高级中学

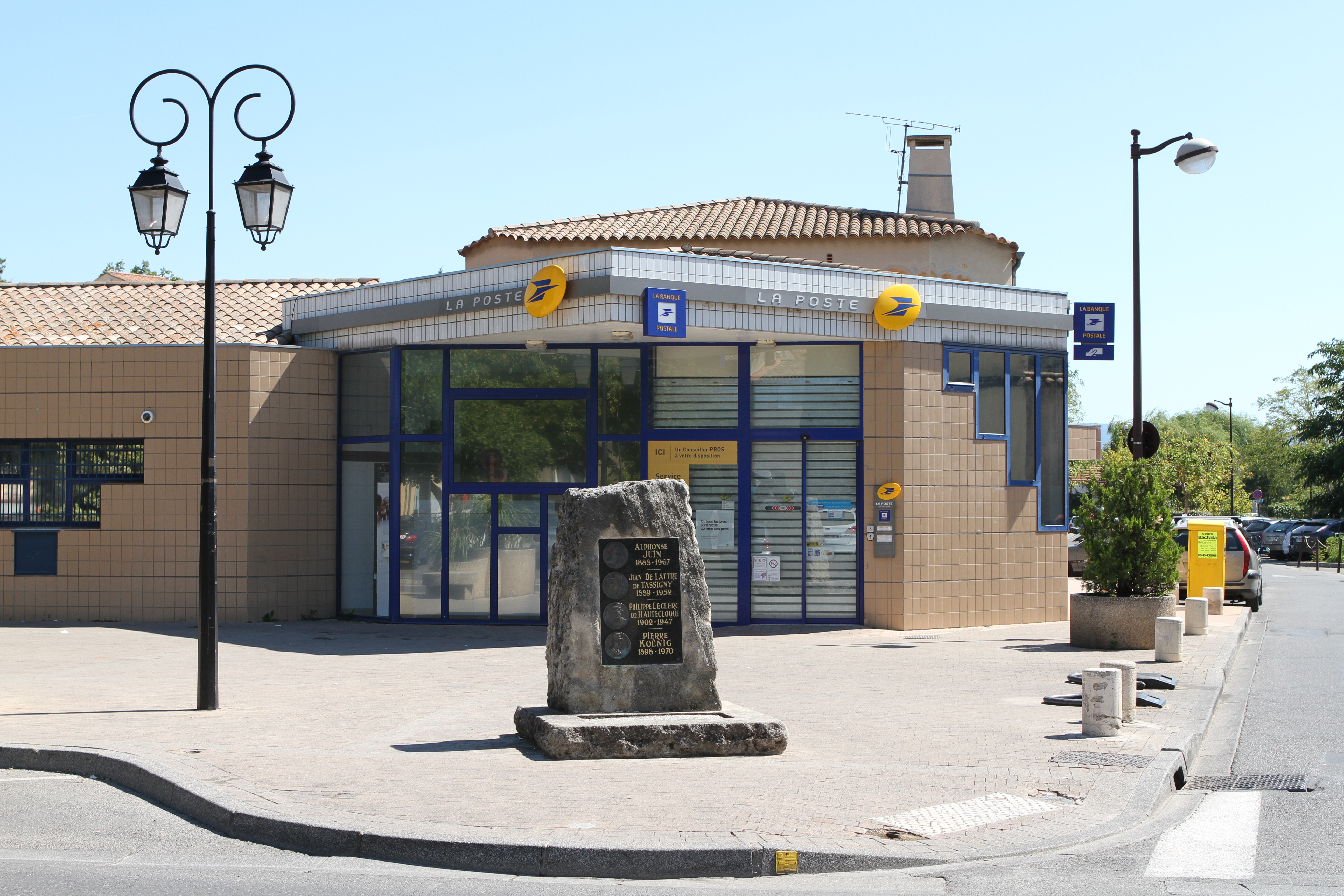
索尔格河畔利勒邮局

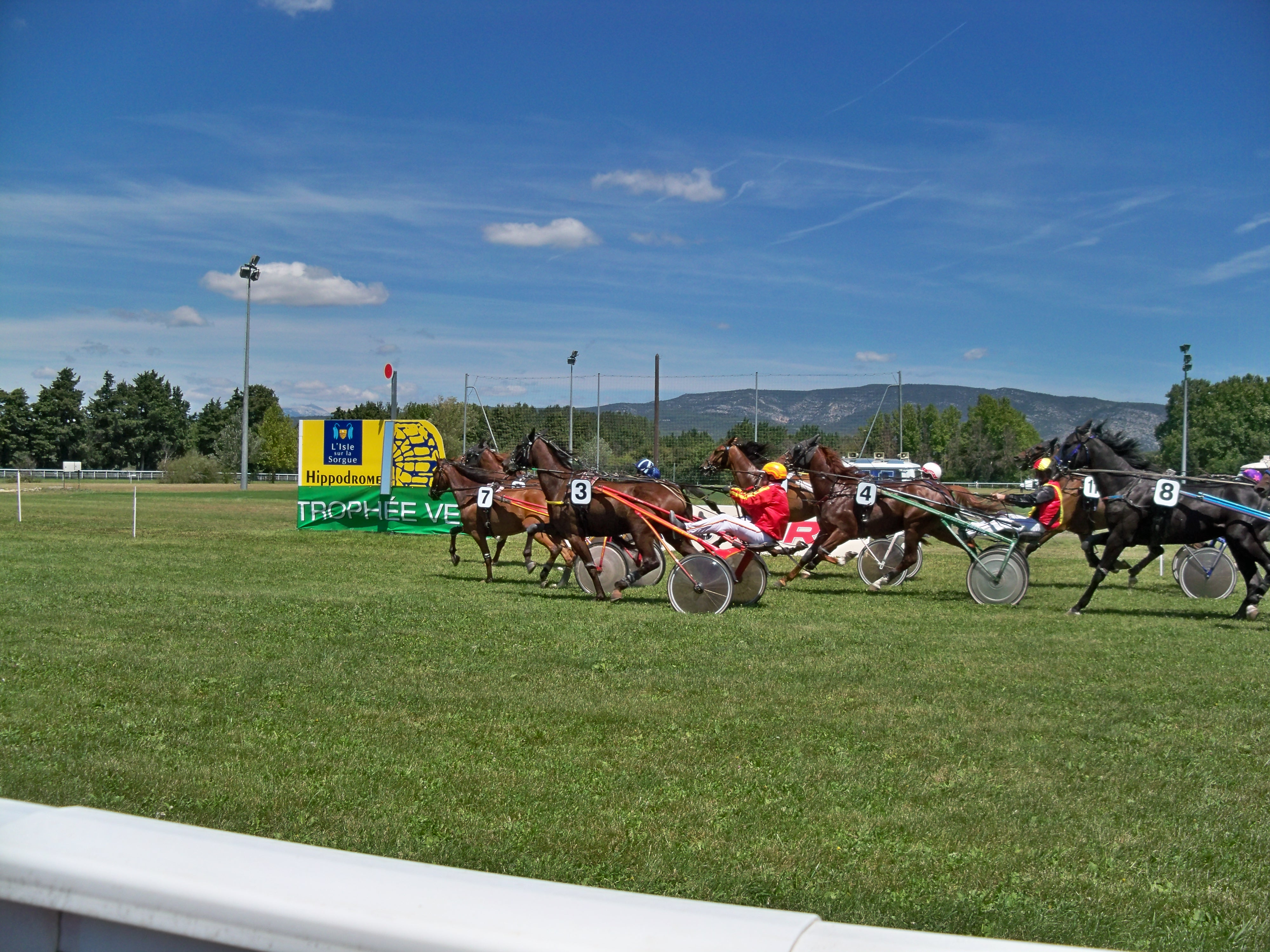
圣热尔韦跑马场

### 教育
索尔格河畔利勒属于艾克斯-马赛学区。截止2019年1月1日，索尔格河畔利勒境内共有4所幼儿园、8所小学、3所初级中学、1所普通高中和1所农业高中。2018至2019学年度，索尔格河畔利勒境内共有在校中等教育阶段学生2,117名。

### 医疗
截止2019年1月1日，索尔格河畔利勒境内共有全科医生17名、保健师32名、牙医16名、护士60名、耳科医生0名、眼科医生4名、皮肤科医生1名、助产士2名、儿科医生1名和妇科医生2名。境内共有药房10家、养老院3家、残疾人帮扶中心6家。
索尔格河畔利勒中心医院（Centre Hospitalier de L-isle-sur-la-sorgue）是法国的一个区域性医疗机构，其主病区位于索尔格河畔利勒市区，设有床位287个，是当地规模最大的公立综合性医院。此外索尔格河畔利勒距离蒙法韦-阿维尼翁中心医院的车程在半小时左右。

### 住房
2017年，索尔格河畔利勒境内共有各类住房10,989套，其中63.3%为独立式居民区，35.8%为集中式居民区。常住房屋占索尔格河畔利勒市镇范围内居民建筑总量的82.9%。境内有一处优先开发区。
在住房保障政策方面，2017年，索尔格河畔利勒境内共有1,665户家庭获得了住房经济补助，受益人数占总人口数量的8.6%，其中1,578份为房租补助。

### 商业
2019年，索尔格河畔利勒境内共有各类实体商铺688家，其中餐厅116家、大型超市5家、杂货店11家、面包房23家、肉铺8家、书店4家、装饰品店10家、银行门店12家、美容美发店40家、汽车维修店30家。市区东北部部建有Intermarché超市。

### 体育
2019年，索尔格河畔利勒境内共有1家游泳池、2间体育馆、1座综合体育场、7处网球场、3处马术场、5处足球或橄榄球场以及3处篮球或排球场。
截至2021年5月，索尔格河畔利勒境内共有两支注册足球俱乐部。

### 环境
索尔格河畔利勒的环境事务由其所属的公共社区负责。2019年，索尔格河畔利勒境内共有1家污染企业。

### 治安
2019年，索尔格河畔利勒市镇范围内有1处宪兵队。
2014年，索尔格河畔利勒及附近地区共发生各类案件5,195起，其中盗窃类案件3,487起，经济类案件349起，毒品交易类案件331起。

## 文化
2019年，索尔格河畔利勒境内有1家电影院。索尔格河畔利勒市政府提供多媒体中心，向公众全年开放。

### 建筑
索尔格河畔利勒境内有多处历史建筑，其中索尔格河畔利勒圣母大教堂、银塔等为法国国家文物保护单位。

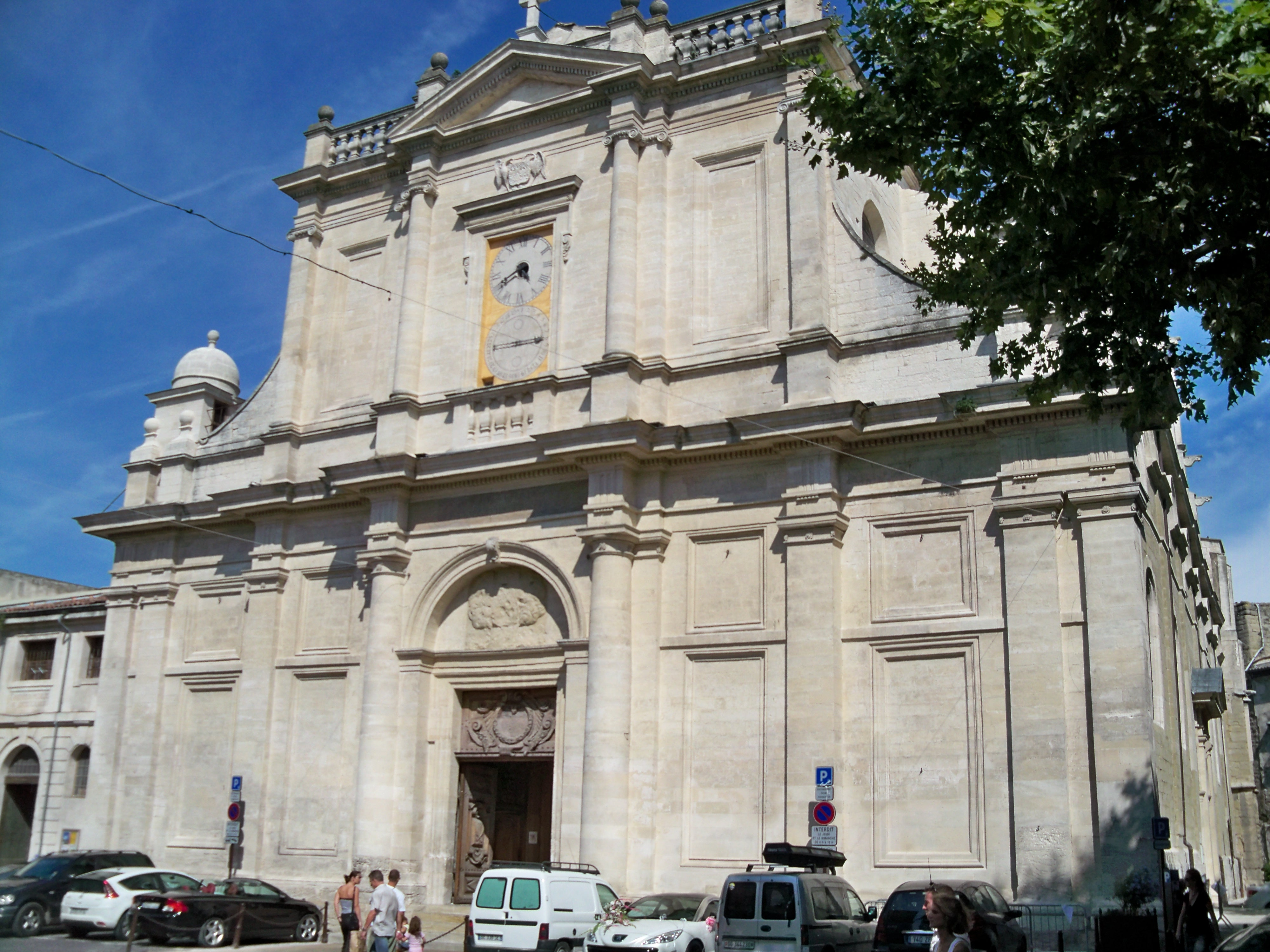
圣母大教堂（法语：Collégiale Notre-Dame-des-Anges de L'Isle-sur-la-Sorgue）
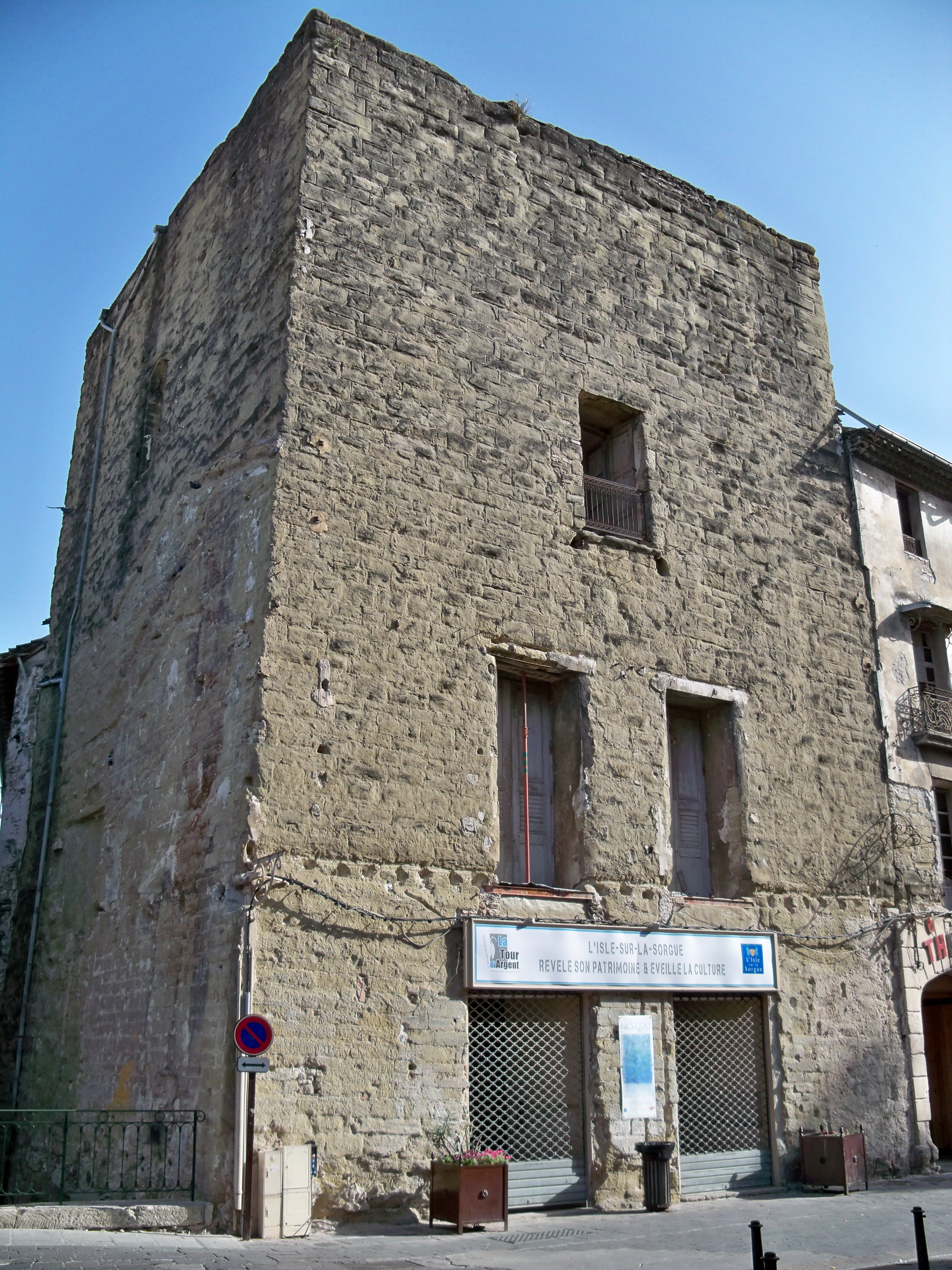
银塔
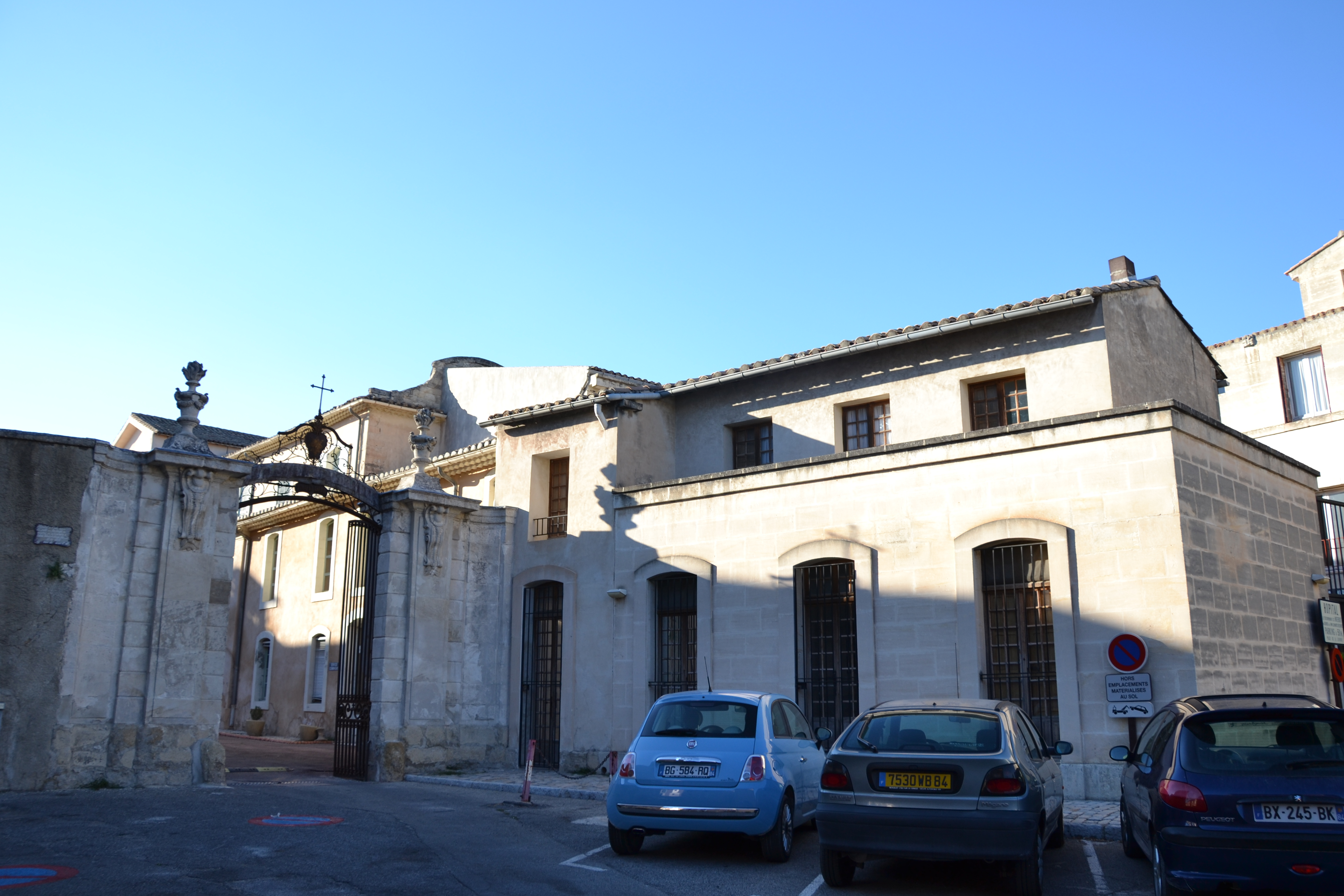
神学院
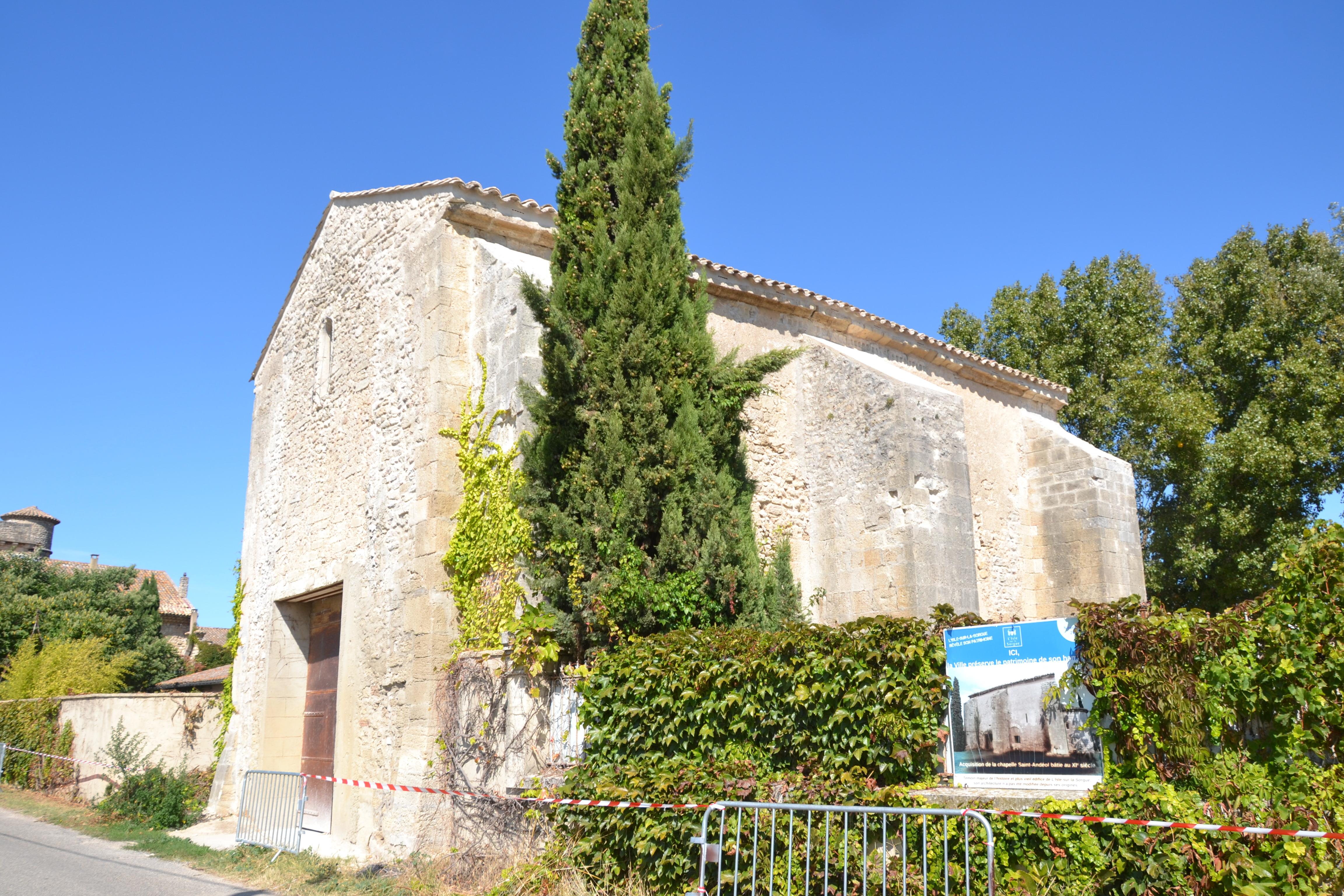
圣昂代奥勒小教堂
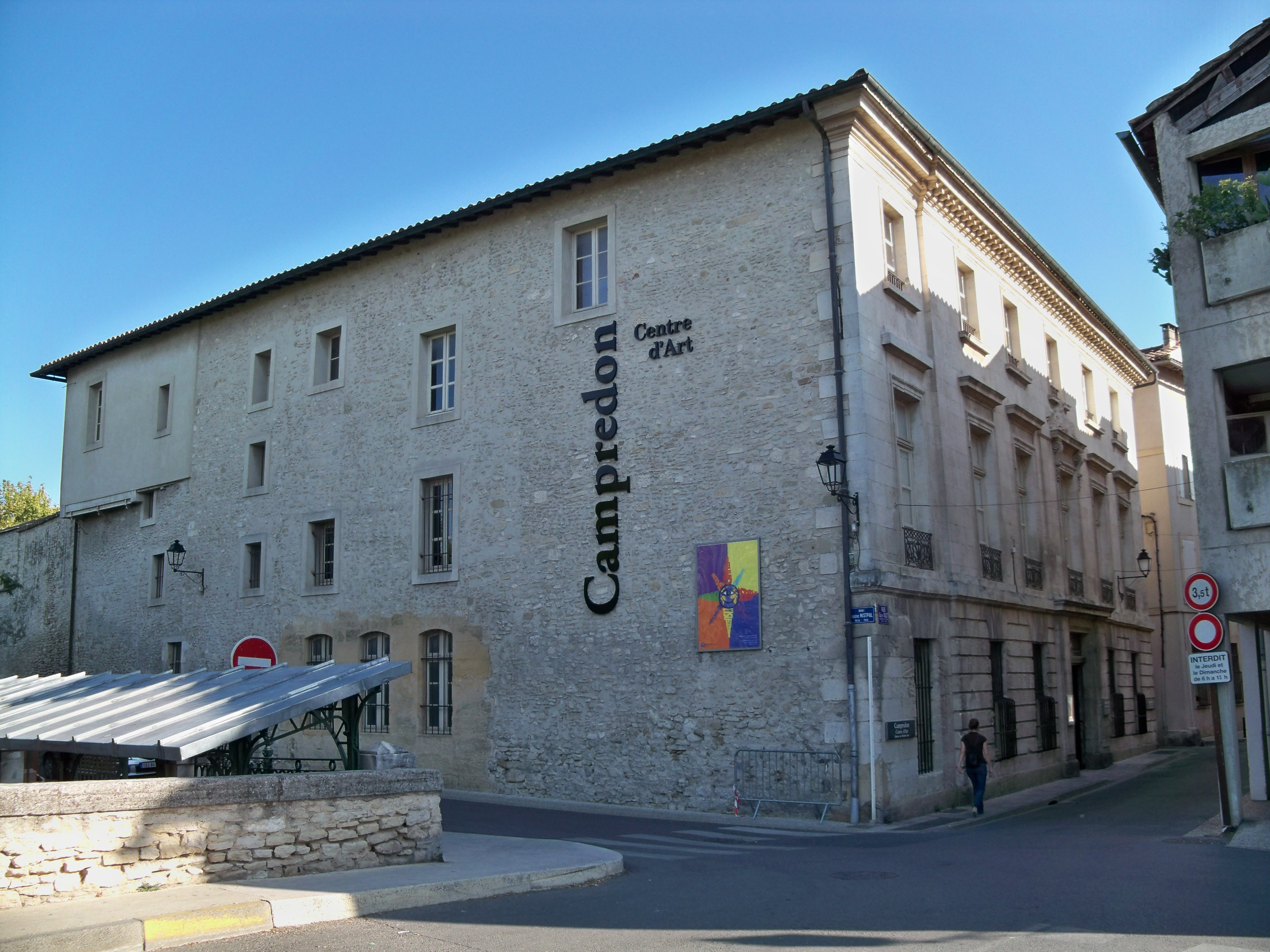
康勒东大楼
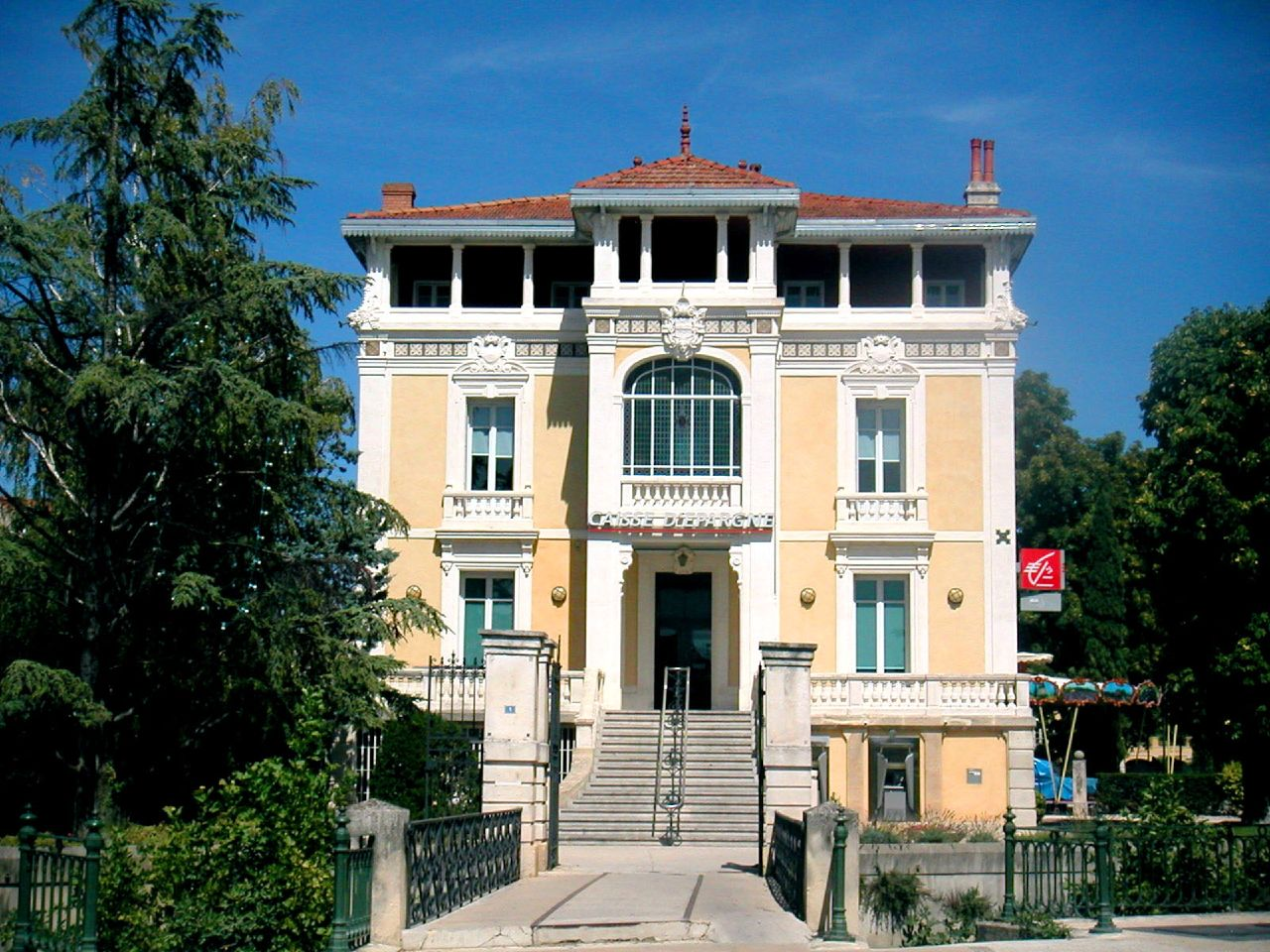
储蓄银行
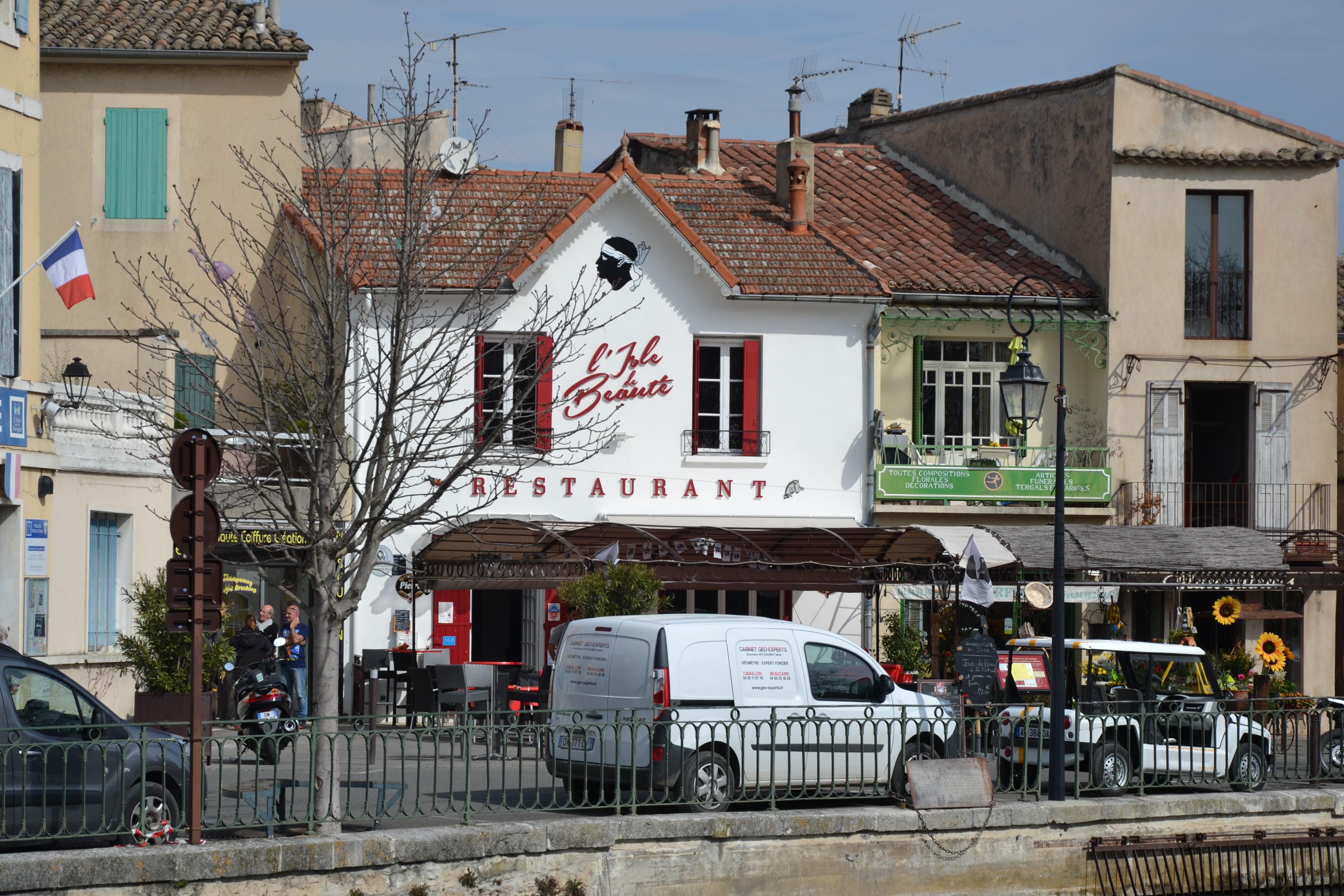
市中心的一处餐厅

### 旅游
索尔格河畔利勒的旅游事务由其所属的公共社区负责。2020年，索尔格河畔利勒境内共有5家酒店共计120间房间；另有1个露营地，可容纳共170辆露营车。

### 媒体
法国主要的媒体均可在索尔格河畔利勒接收，法国电视三台下属的普罗旺斯-阿尔卑斯-蓝色海岸大区频道在部分时段播出索尔格河畔利勒所属区域的地方新闻。

## 友好城市
截至2021年5月，索尔格河畔利勒共与两座城市互为友好城市关系：
- 苏格兰 Penicuik
- 義大利 阿纳尼